# Ryttarkamraterna i Finspång
Ryttarkamraterna Finspång, RKF, Finspångs ridklubb och är belägen i Torstorp stax utanför Finspång
Klubben har två stall med totalt ett femtiotal boxplatser och två ridhus.